# Władysław Krupa
Władysław Krupa (ur. w grudniu 1899 w Krakowie, zm. 22 marca 1969 w Bochni) – polski piłkarz, pomocnik, lekarz pulmonolog, poseł na Sejm Rzeczypospolitej Polskiej IV kadencji (1935–1938).

## Życiorys
Urodził się w rodzinie Mikołaja i Katarzyny z Kiljanów. Ukończył Gimnazjum św. Anny w Krakowie. Po zdaniu matury w 1918 rozpoczął studia na Wydziale Lekarskim UJ. W czasie I wojny światowej od 28 sierpnia do 1 grudnia 1914 służył w baonie uzup. Legionów Polskich, od 1 października 1917 do 1 czerwca 1918 w szeregach armii austriackiej walczył na froncie włoskim. Ukończył Szkołę Podoficerską przy 13. pp, szkołę oficerską piechoty austriackiej w Opawie (1917), kurs wyszkolenia szturmowego w Levico (1917) oraz II kurs fachowy oficerów rezerwy przy 8. Baonie Sanitarnym (1925). Od 1 czerwca do 28 października 1918 przebywał w szpitalu okręgowym w Krakowie. Od 28 października 1918 do 15 września 1919 w 13. pp II baonu Wojska Polskiego na froncie ukraińskim, od 15 września 1919 w szpitalu wojskowym w Modlinie. Zwolniony 20 marca 1921 do rezerwy w stopniu podporucznika (ze starszeństwem od 1 października 1920).
W latach 1921–1927 był piłkarzem Towarzystwa Sportowego Wisła Kraków, z którą zdobył mistrzostwo Polski w 1927 (jeden mecz w lidze) i Puchar Polski w 1926, występował też w finałach rozgrywanych systemem nieligowym Mistrzostwach Polski – 1923 i 1925. Jednokrotny reprezentant Polski (1:5 ze Szwecją w 1924). Był też w szerokiej kadrze zawodników na Igrzyska Olimpijskie w Paryżu, ale nie wystąpił w jedynym meczu turnieju (przegranym z Węgrami 0:5).
W zrobieniu większej kariery przeszkodziły mu służba wojskowa i studia (w latach 1918–1925). W 1926 uzyskał tytuł doktora wszech nauk lekarskich. Po ukończeniu studiów pracował jako lekarz powiatowy w Bochni (ftyzjatra), działał w PCK (organizator i od 1928 przewodniczący Oddziału Bochnia), TSL i oświacie pozaszkolnej. W II połowie lat 20. współtwórca Bocheńskiego Klubu Sportowego.
W latach 1935–1938 był bezpartyjnym posłem IV kadencji Sejmu wybranym z okręgu bocheńskiego.
W latach II wojny światowej był członkiem ZWZ i AK, lekarzem Obwodu AK „Wieloryb” (ps. „Ogarek”, „Nożyk”), referentem zdrowia w Powiatowej Delegaturze Rządu Rady Głównej Opiekuńczej w Bochni, przewodniczącym Komitetu Opieki nad Dziećmi Wysiedlonymi. Wystawiał fałszywe zwolnienia lekarskie, ratując ludzi przed wywózkami na roboty do Niemiec. 
Po wojnie kierował przychodnią przeciwgruźliczą w Bochni, założyciel i prezes PCK w Bochni oraz Bocheńskiego Klubu Sportowego. W 1957 został pierwszym prezesem Bocheńskiego Podokręgu Piłki Nożnej.
Był dwukrotnie żonaty. Z pierwszą żoną, Józefą Potocką miał trójkę dzieci: Władysława, Stanisława i Janinę. Z drugą, Janiną Banaś – córkę Annę. 
Zmarł w Bochni. Został pochowany na cmentarzu komunalnym przy ul. Orackiej (sektor XXX-1-1).

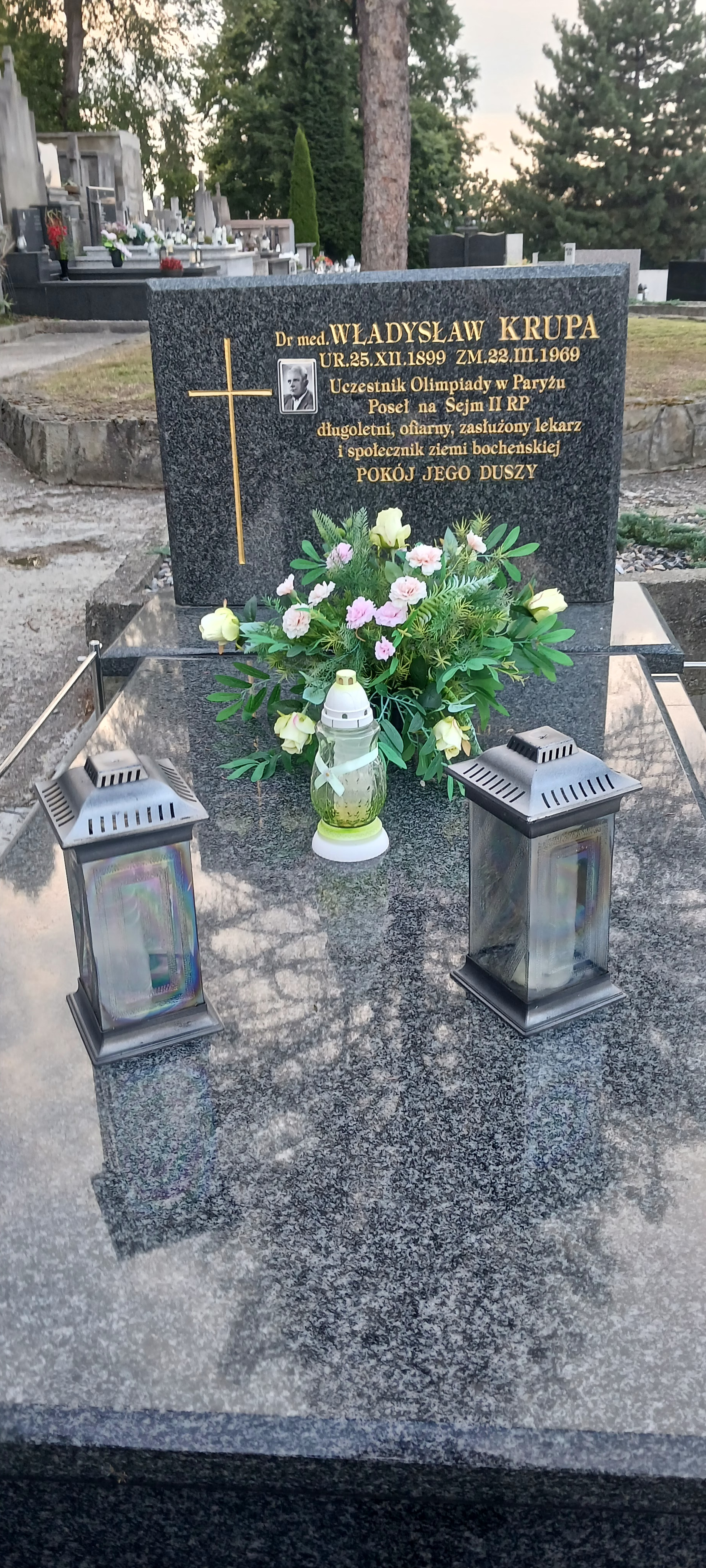
Grób Władysława Krupy na cmentarzu przy ul. Orackiej w Bochni

## Ordery i odznaczenia
- Krzyż Kawalerski Orderu Odrodzenia Polski (1969)
- Krzyż Partyzancki (1966)
- Złota Odznaka PCK (1938)

## Upamiętnienie
Stadion Miejski w Bochni nosi imię dr. Władysława Krupy.